# Bill Harris (trombonist)
Bill Harris (Philadelphia, 28 oktober 1916 - Hallandale, 21 augustus 1973) was een Amerikaanse jazztrombonist van de swing.

## Carrière
Bill Harris werd bekend als een van de toonaangevende solisten van de bigbands van Woody Herman, zoals de First Herd, waartoe hij van 1944 tot 1946 behoorde. Daarna zou hij nog vaak met Herman werken (1948-1950, 1956-1958 en 1959). Bovendien leidde hij samen met Charlie Ventura kleinere formaties (1947), werkte hij in 1950 mee bij de muziekfilm Improvisation en in 1952 bij de bigband-opnamen van Charlie Parker voor Verve Records met The Cole Porter Songbook. In 1953 werkte hij met de bassist Chubby Jackson, in 1954 met Benny Carter en Dizzy Gillespie (The Urban Sessions) en toerde hij van 1950 tot 1954 meermaals met het Jazz at the Philharmonic.
In 1949 kwam het tot eerste opnamen met zijn Nonett (een nummer uit het album Crosscurrents). In 1957 ontstond een enkel album onder zijn eigen naam, Bill Harris and Friends, met de gastmuzikanten Ben Webster, Jimmy Rowles, Red Mitchell en Stan Levey. In 1959 behoorde hij bij de band van Benny Goodman. Tijdens de jaren 1960 werkte hij in nachtclubs in Las Vegas en vestigde hij zich uiteindelijk in Florida, waar hij muzikaal niet meer actief was.
Harris' stijl werd sterk beïnvloed door swingveteranen als J.C. Higginbotham, ook toen hij open tegenover de vernieuwingen van de bop was. Tijdens de late jaren 1940 en de vroege jaren 1950 telde hij als een van de populairste trombonisten naast J.J Johnson en Kai Winding.

## Discografie
- 1952: Live at Birdland 1952 (Baldwin Street Music)
- 1957: Bill Harris and Friends (Fantasy Records (OJC))

- Biblioteca Nacional de España: XX1596652
- Bibliothèque nationale de France: cb13894982f (data)
- Catàleg d'autoritats de noms i títols de Catalunya: 981058516858906706
- Gemeinsame Normdatei: 134398343
- International Standard Name Identifier: 0000 0001 1695 7059
- Library of Congress Control Number: n82090389
- MusicBrainz: d6c74c2d-1631-40be-8914-2ca99c8e511a
- Nationale Bibliotheek van Tsjechië: xx0178508
- Virtual International Authority File: 104845218
- WorldCat: E39PBJgmTrrDC3mJ9Q6YFwqRKd